# Cryosophila nana
El palmillo de México (Cryosophila nana (Kunth) Blume ex Salomón) es una especie de planta perteneciente a la familia de las palmeras (Arecaceae).

## Distribución y hábitat
Es endémica de México en (Chiapas, Colima, Guerrero, Jalisco, Michoacán, Nayarit, Sinaloa) donde está tratada en peligro de extinción por pérdida de hábitat.

## Taxonomía
Cryosophila nana fue descrita por (Kunth) Blume ex Salomon y publicado en Rumphia 2: 53. 1838.
Etimología
Cryosophyla: nombre genérico poco aclarado que parece que deriva del griego antiguo: crios = "cabra" y phila - "amoroso", pero este significado parece absurdo.
nana: epíteto latíno que significa "pequeña, enana".
Sinonimia
- Acanthorrhiza aculeata (Liebm. ex Mart.) H.Wendl.
- Acanthorrhiza mocinoi (Kunth) Benth. & Hook.f.
- Chamaerops mocinoi Kunth
- Copernicia nana (Kunth) Liebm. ex Hemsl.
- Corypha nana Kunth
- Cryosophila mocinoi (Kunth) R.R.Fernández
- Trithrinax aculeata Liebm. ex Mart.[6][7][8]